# Olhar

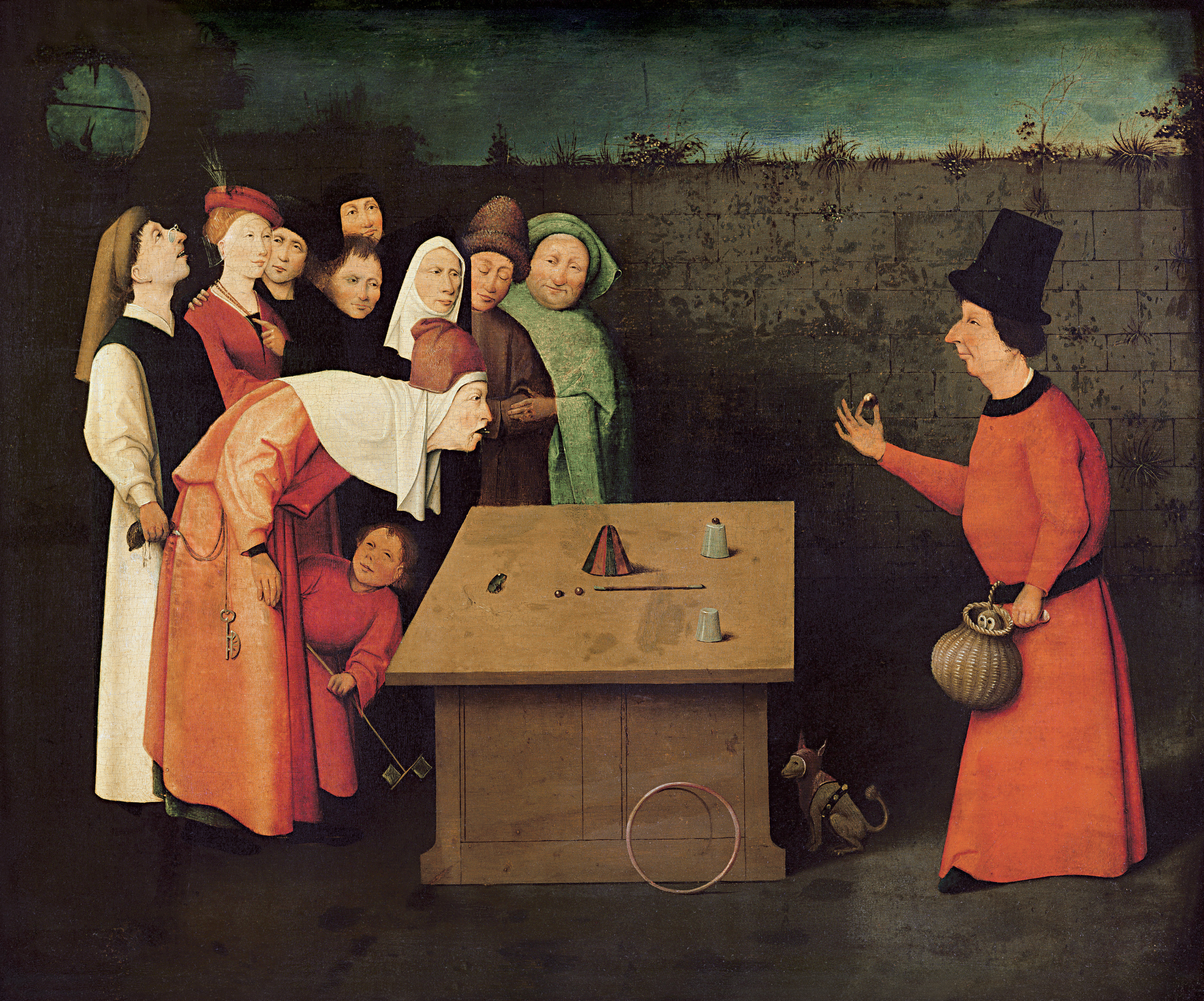
The Conjurer, de Hieronymus Bosch, mostra a figura curvada olhando para frente, com firmeza, atenção e atenção fixa, enquanto as outras figuras da pintura olham em várias direções, algumas fora da pintura.

Na teoria crítica, filosofia, sociologia e psicanálise, o olhar (francês: le regard) no sentido figurado, é a consciência e percepção de um indivíduo (ou grupo) de outros indivíduos, outros grupos ou de si mesmo. O conceito e as aplicações sociais do olhar foram definidos e explicados por filósofos existencialistas e fenomenólogos. Jean-Paul Sartre descreveu o olhar (ou "o olhar") em Being and Nothingness (1943). Michel Foucault, em Discipline and Punish: The Birth of the Prison (1975), desenvolveu o conceito de olhar para ilustrar a dinâmica das relações de poder sócio-políticas e a dinâmica social dos mecanismos de disciplina da sociedade. Jacques Derrida, em O animal que logo sou (mais por vir) (1997), elaborou as relações interespécies que existem entre os seres humanos e outros animais, que se estabelecem por meio do olhar.

## Psicanálise
Na teoria psicanalítica lacaniana, a visão de Lacan sobre o olhar muda ao longo de seu trabalho. Inicialmente, o conceito de olhar foi utilizado por Lacan através de seu trabalho psicanalítico na fase do espelho. O estágio do espelho ocorre quando uma criança que encontra um espelho aprende que ele tem uma aparência externa. Teoricamente, é aqui que a criança inicia sua entrada na cultura e no mundo. A criança entra na língua e na cultura através do estabelecimento de uma imagem ideal de si mesma no espelho. Esta imagem é alguém com quem a criança pode aspirar ser e trabalhar. O papel do ego ou self ideal também pode ser preenchido por outras pessoas em suas vidas, como pais, irmãos, professores, etc.
Em seus ensaios posteriores, porém, Lacan refere-se ao olhar como a sensação de ansiedade de que alguém está sendo observado. Mais especificamente, é quando o objeto que se está vendo está de alguma forma olhando para o sujeito em seus próprios termos. O efeito psicológico sobre a pessoa submetida ao olhar é a perda de autonomia ao tomar consciência de que é um objeto visível. Lacan extrapolou que o olhar e os efeitos do olhar podem ser produzidos por um objeto inanimado e, portanto, a consciência de qualquer objeto por uma pessoa pode induzir a autoconsciência de também ser um objeto no mundo material da realidade. A importância filosófica e psicológica do olhar está no encontro do rosto e do olhar, porque só aí as pessoas existem umas para as outras.

## Sistemas de poder
O olhar pode ser entendido em termos psicológicos: “olhar implica mais do que olhar – significa uma relação psicológica de poder, em que quem olha é superior ao objeto do olhar”. Em Practices of Looking: An Introduction to Visual Culture (2009), Marita Sturken e Lisa Cartwright disseram que "o olhar é [conceitualmente] parte integrante dos sistemas de poder e [das] ideias sobre o conhecimento"; que praticar o olhar é entrar em relação pessoal com a pessoa que está sendo olhada. Os conceitos de panoptismo de Foucault, do binário poder/conhecimento e de biopoder abordam os modos de autorregulação pessoal que uma pessoa pratica quando está sob vigilância; a modificação do comportamento pessoal por meio da vigilância institucional. Em 'The politics of the gaze: Between Foucault and Merleau-Ponty' Nick Crossley (1993) argumentou que a explicação de Foucault sobre o Panóptico e o poder panóptico tem deficiências que a filosofia de Merleau-Ponty nos permite superar.
Em The Birth of the Clinic (1963) Michel Foucault aplicou pela primeira vez o olhar médico para descrever e explicar conceitualmente o ato de olhar, como parte do processo de diagnóstico médico; a dinâmica desigual de poder entre médicos e pacientes; e a hegemonia cultural da autoridade intelectual que uma sociedade concede ao conhecimento médico e aos curandeiros. Em Discipline and Punish: The Birth of the Prison (1975), Foucault desenvolve o olhar como um aparelho de poder baseado na dinâmica social das relações de poder e na dinâmica social dos mecanismos disciplinares, como a vigilância e a autorregulação pessoal, como práticas em uma prisão e em uma escola.

## Olhar masculino
O conceito de "olhar masculino" foi utilizado pela primeira vez pelo crítico de arte inglês John Berger em Ways of Seeing, uma série de filmes para a BBC exibida em janeiro de 1972, e posteriormente um livro, como parte de sua análise do tratamento do nu na pintura europeia. Berger descreveu a diferença entre como homens e mulheres veem e são vistos na arte e na sociedade. Ele afirma que os homens são colocados no papel de observadores e as mulheres devem ser olhadas. Laura Mulvey, crítica de cinema e feminista britânica, criticou de forma semelhante as representações tradicionais da mídia sobre a personagem feminina no cinema.
Em seu ensaio Visual Pleasure and Narrative Cinema de 1975, Mulvey discute a associação entre atividade e passividade em relação ao gênero. Essencialmente, Mulvey argumenta que a masculinidade está relacionada com o ativo, enquanto a feminilidade está relacionada com o passivo. Além disso, ela destaca o desejo e a identidade heterossexuais e como eles estão relacionados aos papéis atribuídos à masculinidade e à feminilidade. Isso coloca o espectador de um filme no papel do masculino ativo e induz o espectador a desejar o feminino passivo. Isso não deixou espaço para a atividade e o desejo feminino no papel estereotipadamente masculino. Os filmes de Hollywood seguiram os modelos do voyeurismo e da escopofilia. O conceito foi posteriormente influente na teoria feminista do cinema e nos estudos de mídia. Berger, Mulvey e Foucault também vincularam inextricavelmente o ato iminente do olhar ao poder.

## Olhar feminino
O termo “olhar feminino” foi criado em resposta ao conceito proposto de olhar masculino cunhado por Laura Mulvey. Em particular, é uma rebelião contra a audiência censurada apenas a uma lente masculina e ao desejo feminino, independentemente da identidade de género ou orientação sexual do espectador. Em essência, o desejo forçado da feminilidade atua no apagamento do desejo feminino e da sexualidade. No livro Gender Trouble, de Judith Butler, de 1990, ela propôs a ideia do olhar feminino como uma forma pela qual os homens escolhem realizar sua masculinidade usando as mulheres como aquelas que forçam os homens à autorregulação. A diretora de cinema Deborah Kampmeier rejeitou a ideia do olhar feminino em preferência à experiência feminina. Ela afirmou: "(F)ou para mim pessoalmente, não se trata (sobre) de um olhar feminino. É a experiência feminina. Eu não olho, na verdade me movo pelo mundo, sentindo o mundo emocional e sensorialmente e em meu corpo."

## Objetivando o olhar
A teoria feminista da objetificação foi proposta pela primeira vez por Barbara Fredrickson e Tomi-Ann Roberts em 1997. A teoria da objetificação é uma estrutura que tenta trazer à luz as experiências vividas pelas mulheres, em particular, que estão sob as lentes da objetificação sexual. A teoria é focada principalmente através de uma perspectiva heterossexual. De acordo com Fredrickson e Roberts, a objetificação sexual ocorre como a experiência de ser tratado como "um corpo (ou coleção de partes do corpo) valorizado predominantemente por seu uso (ou consumo por) outros". Despojando alguém de sua própria agência corporal e sexualidade, bem como da humanidade.
Fredrickson e Roberts afirmaram que a objetificação sexual ou o olhar objetificador ocorre em três arenas: encontros interpessoais ou sociais, mídia visual que retrata encontros sociais e, por último, mídia visual que retrata corpos. Os encontros interpessoais e sociais envolvem a vida cotidiana e as interações com outras pessoas. O olhar objetificador neste contexto vem simplesmente de olhar para uma pessoa como um objeto ou apenas para prazer sexual. As duas áreas da mídia visual dependem das representações de gênero na mídia. Devido ao mundo fortemente centrado na mídia na cultura ocidental, os indivíduos se alimentam da produção da mídia e permitem que ela influencie a vida, as opiniões e as percepções de alguém.[carece de fontes?] Os dois diferem na forma como a mídia retrata os diferentes contextos em que ocorre a objetificação. A primeira ocorre em meios de comunicação, como anúncios que retratam situações sociais em si, e a segunda ocorre em plataformas de mídia, como mídias sociais, nas quais corpos/partes do corpo podem ser exibidos. O terceiro contexto também alinha o espectador com o olhar objetivador.
A teoria da objetificação e o olhar objetivador também permitem um estado ou traço de auto-objetificação. A auto-objetificação ocorre quando alguém se adapta a viver em um mundo onde o olhar objetificador é constantemente colocado sobre ele e normalizado. O indivíduo ao qual o olhar objetificador é aplicado começa então a se ver na visão de terceiros desse olhar objetificador. O propósito da auto-objetificação é uma resposta à antecipação de ser objetivado. O indivíduo pode então restringir o movimento ou comportamento social de forma a se mostrar desejável. Esta é simplesmente uma estratégia usada no esforço para recuperar algum controlo social em resposta à perda de controlo que surge com o olhar sexualizado ou objectivante. Por exemplo, uma mulher pode retratar uma versão feminizada de si mesma em resposta ao olhar objetificador.
Embora a teoria original da objectificação se concentre principalmente nas implicações e teorias que cercam as mulheres no centro das atenções do olhar objectivante, com o uso dos meios de comunicação de massa os homens também estão a tornar-se cada vez mais objectificados.

## Olhar imperial
E. Ann Kaplan introduziu o conceito pós-colonial do olhar imperial, no qual o observado se encontra definido em termos do próprio conjunto de preferências de valor do observador privilegiado. Do ponto de vista do colonizado, o olhar imperial infantiliza e banaliza aquilo que encontra, afirmando a sua função de comando e ordenação ao fazê-lo.
Kaplan comenta: "O olhar imperial reflete a suposição de que o sujeito ocidental branco é central, assim como o olhar masculino assume a centralidade do sujeito masculino."

## Olhar branco
O olhar branco é a suposição de que o leitor ou observador padrão vem da perspectiva de alguém que se identifica como branco, ou que as pessoas de cor às vezes sentem necessidade de levar em consideração a reação do leitor ou observador branco. Vários autores negros descrevem isso como uma voz em suas cabeças que os lembra que sua escrita, personagens e escolhas de enredo serão julgadas por leitores brancos, e que o leitor ou espectador, por padrão, é branco.

## Olhar de oposição
Em seu ensaio de 1992 intitulado "The Oppositional Gaze: Black Female Spectatorship",  bell hooks contraria a noção de Laura Mulvey do olhar (masculino) ao introduzir o olhar de oposição das mulheres negras. Este conceito existe como o recíproco do olhar normativo do espectador branco. Enquanto o ensaio de Mulvey contextualiza o olhar (masculino) e sua objetificação das mulheres brancas, o ensaio de Hooks abre "a oposicionalidade [como] um paradigma chave na análise feminista do 'olhar' e dos regimes escopofílicos em Cultura ocidental".
O olhar de oposição continua a ser uma crítica à rebelião devido à deturpação sustentada e deliberada das mulheres negras no cinema como caracteristicamente Mammy, Jezebel ou Sapphire.

### Olhas pós-colonial
Referido pela primeira vez por Edward Said como "orientalismo", o termo "olhar pós-colonial" é usado para explicar a relação que as potências coloniais estendiam às pessoas dos países colonizados. Colocar o colonizado na posição do “outro” ajudou a moldar e estabelecer a identidade do colonial como sendo o conquistador poderoso e funcionou como um lembrete constante desta ideia. O olhar pós-colonial “tem a função de estabelecer a relação sujeito/objeto... indica no seu ponto de emanação a localização do sujeito, e no seu ponto de contato a localização do objeto”. Em essência, isto significa que a relação colonizador/colonizado forneceu a base para a compreensão que o colonizador tinha de si mesmo e da sua identidade. O papel da apropriação do poder é central para a compreensão de como os colonizadores influenciaram os países que colonizaram e está profundamente ligado ao desenvolvimento da teoria pós-colonial. A utilização da teoria do olhar pós-colonial permite que as sociedades anteriormente colonizadas superem as barreiras socialmente construídas que muitas vezes as proíbem de expressar os seus verdadeiros direitos culturais, sociais, económicos e políticos.

#### Olhar turístico masculino
A imagem do turismo é criada através de construções culturais e ideológicas e de agências de publicidade dominadas pelos homens. O que é representado pela mídia pressupõe um tipo específico de turista: branco, ocidental, masculino e heterossexual, privilegiando o olhar do “sujeito mestre” em detrimento dos demais. Esta é a representação do turista típico porque aqueles por trás das lentes, da imagem e dos criadores são predominantemente homens, brancos e ocidentais. Aqueles que não se enquadram nesta categoria são influenciados pela sua supremacia. Através dessas influências, características femininas como juventude, beleza, sexualidade ou a posse de um homem são desejáveis, enquanto se projeta a prevalência de estereótipos que consistem em mulheres submissas e sensuais com homens "machos" poderosos na publicidade.